# نوبورو آندو
نوبورو آندو (ژاپنی: 安藤 昇؛ ۲۴ مهٔ ۱۹۲۶ – ۱۶ دسامبر ۲۰۱۵) بازیگر، نویسنده، خواننده و یاکوزای پیشین اهل ژاپن بود. او برای بکارگیری تجربیاتش به‌عنوان یک خلافکار در بسیاری از نقش‌هایش در فیلم‌های یاکوزایی شناخته می‌شود. او یک جای زخم بزرگ چاقو روی گونه چپش داشت که نتیجه نزاعی با یک گانگستر کره‌ای در جوانی‌اش بود. از فیلم‌هایی که وی در آن نقش داشته‌است، می‌توان گورستان شرافت و گرگ‌ها را نام برد.